# Agrupación Escolar Tradicionalista

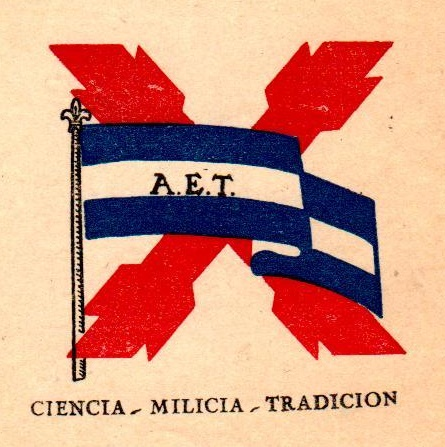
Emblema de la Agrupación Escolar Tradicionalista (años 30)

La Agrupación Escolar Tradicionalista o Agrupación de Estudiantes Tradicionalistas (AET) fue una asociación estudiantil carlista creada a principios del siglo XX e integrada en la Comunión Tradicionalista. Estuvo constituida en numerosas ciudades de España y tuvo su auge en la década de 1930. A lo largo de su historia, sus miembros realizaron labores de divulgación del ideario tradicionalista en las universidades. 

## Historia

### Inicios

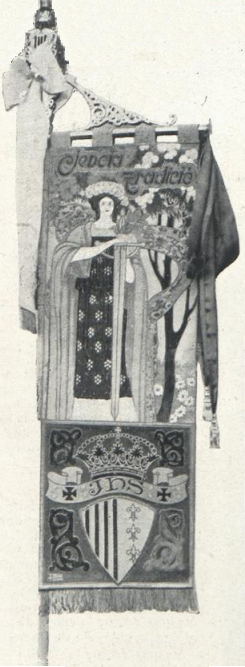
Estandarte de la A.E.T. de Barcelona (1912)

Desde finales del siglo XIX habían existido Juventudes Carlistas organizadas en diversas ciudades de España, siendo la primera de ellas la de Madrid, fundada en 1886 por Reynaldo Brea.
Los orígenes de la Agrupación Escolar Tradicionalista como tal se hallan en Barcelona. Ya a finales de 1897 Juan Bardina había participado en los primeros intentos de crear una Juventud Escolar Tradicionalista en Barcelona a imagen de la de Madrid. Una de las primeras menciones en la prensa de la Agrupación Escolar Tradicionalista con este nombre aparece en 1907, en el contexto de una velada carlista el día de San Carlos Borromeo (onomástica del jefe del partido, Carlos de Borbón) en la ciudad condal.
No obstante, no sería hasta octubre de 1910 cuando se inauguraría oficialmente la Agrupación Escolar Tradicionalista de Barcelona. Los periódicos carlistas El Correo Español de Madrid y El Norte de Gerona, entre otros, informaban de la inauguración de la Agrupación, con una junta directiva compuesta por un presidente honorario, un presidente efectivo, vicepresidente, secretario y cuatro vocales, representantes de las secciones de Derecho, Medicina, Farmacia y Ciencias.
En el discurso inaugural, su presidente, José María Gich, habló de un renacimiento católico tras la decadencia del espiritualismo desde el siglo XVIII, criticó la filosofía positivista, calificó de obscena la literatura naturalista del siglo XIX y declaró admiración por movimientos católicos extranjeros como el Volksverein alemán, el del P. Rutten en Bélgica y el del Conde de Mun en Francia. Afirmó asimismo que los estudiantes tradicionalistas venían a acentuar el renacimiento espiritual, por lo cual habían decidido añadir al lema tradicionalista de «Dios, Patria y Rey» las palabras «Tradición y Ciencia», la primera de ellas —tradición— para que les inspirase, y la segunda —ciencia— para trabajar en pro de sus ideales en el orden intelectual.
En marzo de 1912, la revista tradicionalista La Hormiga de Oro publicaba una fotografía, con un breve reportaje, de la bendición de la senyera de la Agrupación Escolar Tradicionalista en la iglesia de San Francisco de Paula, que fue apadrinada por cuatro personalidades carlistas, entre las que se contaba el senador Manuel Polo y Peyrolón. Asimismo, La Correspondencia de España daba cuenta en diciembre de 1913 de la decisión de los estudiantes tradicionalistas de organizar «una agrupación escolar tradicionalista», análoga a la que habían tenido anteriormente, «siguiendo el ejemplo de los radicales». A tal fin se reunieron el 14 de diciembre en el Círculo Central Tradicionalista de Barcelona para tratar la reorganización y elegir los cargos de la nueva Junta.
Entre las primeras agrupaciones escolares tradicionalistas estuvo también la de Valencia, ciudad de importante presencia carlista, y la de Salamanca, constituida en noviembre de 1911. Posteriormente se iría extendiendo igualmente a otras capitales universitarias. Ya en 1911 hay constancia de la formación de agrupaciones escolares tradicionalistas en Zaragoza, Madrid y Valladolid, además de las de Barcelona, Valencia y Salamanca. Se constituían en los círculos jaimistas y en ocasiones empleaban también el nombre de Agrupación Escolar Jaimista. Sin embargo, algunas no debieron consolidarse en un principio, ya que, por ejemplo, en 1926 el presidente de la AET de Barcelona recibía una carta de los tradicionalistas de Zaragoza, en la que le pedían datos referentes al funcionamiento de la entidad para constituirla en la capital aragonesa. Tras la proclamación del Directorio militar de Primo de Rivera en 1923, la Agrupación Escolar Jaimista de Valencia dirigió una exposición sobre la cuestión escolar al General Primo de Rivera. La asociación se consolidaría por toda la geografía española a principios de la década de 1930, coincidiendo con el resurgimiento del movimiento tradicionalista.

### Segunda República y Guerra Civil

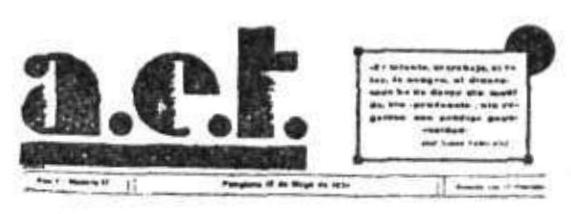
Cabecera de la revista a.e.t, fundada en Pamplona en 1934.

Debido a la fuerza del carlismo en Navarra, durante los años 30 fue especialmente importante la AET de Pamplona, que lideraba Jaime del Burgo y que mantuvo posiciones cercanas al llamado Núcleo de la Lealtad auspiciado por el periódico El Cruzado Español. La AET navarra tuvo una significativa faceta cultural, escribiendo diversas obras de teatro (Lealtad, Cruzados, Al borde de la traición, etc.) que ambientadas en las pasadas guerras carlistas fueron presentadas con gran éxito en distintos locales de Navarra. Una entidad bastante afín a la AET era el Muthiko Alaiak, grupo de espata-dantza (tradicional danza vasca con espadas), del cual surgiría la famosa Peña de los Sanfermines. 
Su órgano de expresión, a.e.t., proclamaría la doctrina tradicionalista. El primer número apareció el 26 de enero de 1934 y se preguntaba: «¿Es que vamos a ser siempre unos empedernidos jugadores de tresillo, asiduos concurrentes de café? No, no y no. Somos jóvenes carlistas, y nuestra juventud comprende que eso no es Carlismo. Carlismo es actividad, es movimiento, es organización, es lucha constante, es sacrificio y es hermandad». La publicación afirmaría en ocasiones la necesidad de una «revolución carlista» para destruir tanto el marxismo como el «capitalismo explotador». Dentro de esta preocupación social se defendía la reforma agraria, que estaba siendo obstaculizada por «el egoísmo feudal de los odiosos dominadores del agro». También se opuso al nacionalismo vasco, mostrándose contraria a la anexión tanto de Navarra como de Álava por parte de lo que llamaban «engendro nacionalista de Euzkadi».
La revista criticó asimismo al líder de la CEDA a raíz de su visita a Pamplona, acusó a los autores de un atentado en el ferrocarril de Sangüesa la noche anterior a un mitin tradicionalista en dicha localidad y sostuvo una destacada campaña contra el socialismo, tras ser asesinados en Pamplona en abril de 1934 el contratista de obras Ezequiel Lorca y su cajero Andrés Oricáin, debido a la expulsión por parte de Lorca de varios obreros que pertenecían a la Casa del Pueblo para sustituirlos por otros del Sindicato Católico. El curso 1934-1935 la revista dejó de publicarse en Pamplona para trasladarse a Madrid.

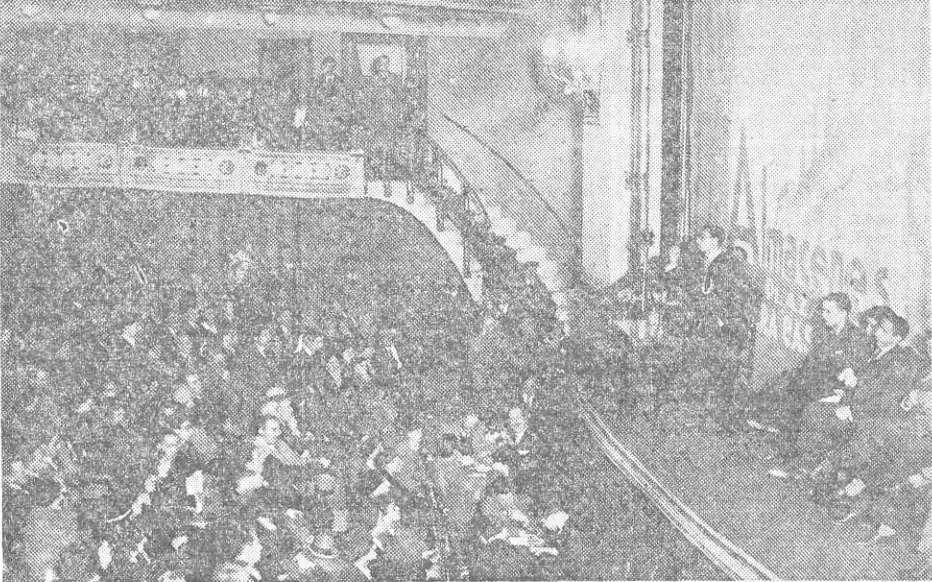
Mitin organizado por la AET de Madrid en el Cine de la Ópera (enero de 1934).

En noviembre de 1934 tuvo lugar un congreso nacional de las AA.EE.TT. en el que actuaron 45 delegados en representación de unos 7000 estudiantes. En el transcurso del mismo, miembros de las comisiones de Madrid, Barcelona, Zaragoza y otros distritos universitarios desarrollaron diversas ponencias, algunas de ellas tituladas «Definición y organización de la A.E.T.», «Actividades de la A.E.T.», «El Bachillerato en las AA.EE.TT.», «Creación del Boletín de la A.E.T.», «Los deportes en la A.E.T.», «Centro de Acción Hispánica» y «Acción Internacional de la A.E.T.».
La AET de Madrid publicó entonces un manifiesto, según el cual los fines de la organización eran, en el orden político, «desterrar de la Universidad toda acción política» (en referencia a la politización de la Universidad por parte de republicanos, socialistas, comunistas, etc.) y, en el orden profesional, «proporcionar cuantos medios son necesarios al estudiante para desarrollar con eficiencia su labor escolar». En el mismo manifiesto afirmaba aspirar hacer a la Universidad autónoma del ministerio de Instrucción pública y reclamaba la Universidad Tradicional española.
En enero de 1935, Francisco de Ozaeta, presidente de la AET de Madrid, comentaba en una entrevista a El Siglo Futuro la labor cultural de la organización, destacando las conferencias y actos de propaganda tradicionalista, además de la reciente incorporación de una biblioteca con cientos de volúmenes sobre cuestiones religiosas, históricas, filosóficas, etc. Resaltaba asimismo la actividad de la Agrupación Deportiva Tradicionalista (ADT), vinculada a la AET, afirmando haber puesto en marcha gimnasios, boxeo, natación, atletismo, alpinismo, fútbol, remo, tenis, etc., y señalando que los deportistas tradicionalistas eran demostración evidente de que «sólo el tradicionalismo posee esas cualidades supremas de disciplina y fervor que han mantenido erguido nuestro estandarte contra toda clase de maquinaciones y luchas».
El 7 de marzo de 1935 se impuso a la bandera de la AET madrileña un corbatín con crespón negro con la palabra «Gibraltar» que en lo sucesivo llevaron todas las banderas de la agrupación, como muestra del pesar nacional hasta la recuperación del peñón.
Los estudiantes tradicionalistas se vieron envueltos en tentativas contra la República desde la sublevación del General Sanjurjo del 10 de agosto de 1932, en la que resultó muerto el estudiante José María Triana, de la AET de Sevilla. Los jóvenes afiliados a la AET protagonizarían en diversas capitales de España actos de protesta contra lo que consideraban desórdenes del régimen republicano, motivando en ocasiones la suspensión de las clases. Así, por ejemplo, en enero de 1936 irrumpieron en la Facultad de Derecho de Madrid, repartiendo hojas «contra el separatismo, el socialismo y la masonería», colocando en el balcón un cartel «de afirmación antirrepublicana, monárquica y españolista», tras lo cual auxiliares del decanato intentaron agredir a los estudiantes con una pistola y un arma blanca. El incidente motivó la dimisión del decano Adolfo González Posada. En medio de una escalada de atentados y represalias entre izquierdistas, por un lado, y tradicionalistas y falangistas, por el otro, el 11 de marzo de 1936 era asesinado un estudiante afiliado a la AET. Al estallar la Guerra Civil Española, muchos aetistas ingresaron en el Requeté, combatiendo en el bando nacional.

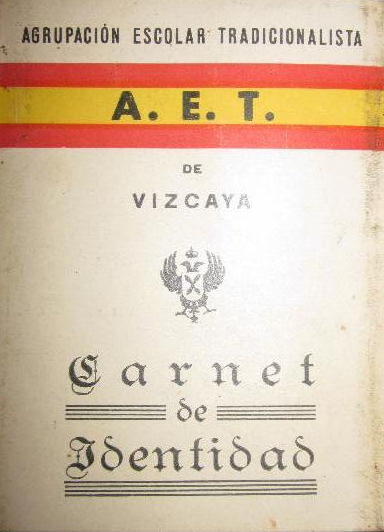
Carné de la AET de Vizcaya en los años 30.

Durante la guerra, la AET permaneció activa en la zona nacional, manifestando su voluntad de restaurar en el «nuevo Estado» la Universidad Tradicional del Siglo de Oro. En un manifiesto publicado por la AET en marzo de 1937 en el Noticiero de Soria, titulado El Tradicionalismo y la Enseñanza, se mostraba favorable a una «gran hermandad entre todos los componentes del Claustro Escolar», y afirmaba querer formar «con el estudio al mismo tiempo que con las armas, la España Imperial, con la Cruz y la Corona», así como su voluntad de seguir luchando contra el comunismo.
En abril de 1937 se produjo el Decreto de Unificación entre la Comunión Tradicionalista y Falange Española de las JONS en el nuevo partido único: FET y de las JONS. En un principio, un sector de la AET se adhirió, como el jefe nacional José María Zaldívar y el jefe provincial de Navarra, Miguel Ángel Astiz. Sin embargo, el 12 de octubre de 1937, en un acto destinado a sellar la unificación de las juventudes de ambos partidos, los requetés se negaron a desfilar delante de Franco y los jóvenes tradicionalistas provocaron algunos alborotos. Como consecuencia de los incidentes, Astiz resultó detenido y Zaldívar expulsado del partido único. Comenzó entonces la oposición al régimen franquista por parte de la AET en bloque y de buena parte del carlismo, que se negaba a integrarse en el partido único con preponderancia de la Falange, a la que consideraban revolucionaria. Las juventudes tradicionalistas mantuvieron su simbología y sus propios locales.

### Primer Franquismo
La Ley de la Jefatura del Estado de 23 de septiembre de 1939 ordenaba la integración de la Agrupación Escolar Tradicionalista en el Sindicato Español Universitario (SEU) de la Falange, pero la AET no acató la orden y fue reorganizada clandestinamente en 1939, siendo su primer presidente Rafael Lluys, y secretario, J. J. Aramendi. Entonces se manifestó abiertamente contraria al SEU, en concreto, como al modelo franquista de Universidad en general. El siguiente jefe con carácter nacional sería Pedro González Quevedo. Se editó un pequeño boletín.
En 1946, con ocasión de la visita del cónsul británico a Madrid, la AET organizó junto al SEU una «manifestación patriótica» antibritánica. Asimismo, en 1948 el órgano de la Secretaría de Nacional de la A.E.T. publicó un manifiesto en favor de la unidad católica de España, señalando el protestantismo como «un peligro político para España», acusando a los vencedores de la Segunda Guerra Mundial de concitar contra España «las iras de todo el sectarismo religioso europeo» y alertando de que el protestantismo se estaba «infiltrando y extendiendo» en España. En dicho manifiesto acusaba también al SEU de ser un «organismo inútil» y «de hechura extranjero, maneras socialistas y fracasadas aspiraciones revolucionarias», afirmando que la AET no luchaba por los mismos fines que el SEU, sino en contra de este por ser opuesto «con su demagogia revolucionaria, al auténtico sentido de la Tradición española y de la Universidad que propugnamos». Los estudiantes carlistas reafirmaban asimismo su lealtad al regente de la Comunión Tradicionalista, Javier de Borbón Parma y a su jefe delegado, Manuel Fal Conde, rechazando el Decreto de Unificación y acusando a los carloctavistas de traidores. Ese mismo año celebró un Congreso y en 1950 unos 275 militantes enviaron una carta al ministro de Educación, demandando libertad de expresión y asociación, señalando que «ahogar [la opinión] de los ciudadanos, reducirla al silencio forzoso, es a los ojos de todo cristiano un atentado al derecho natural del hombre».
En los años 50 la AET continuó su oposición al régimen franquista desde postulados tradicionalistas. No obstante, un autor ha señalado que en su prensa y propaganda aparecieron diversas «manifestaciones explícitamente anticapitalistas y por la lucha de las reivindicaciones sociales junto a "extremismos de izquierda"». Por ejemplo, en 1956, en una hoja titulada Vivimos descontentos, se afirmaba que «las estructuras sociales burguesas y el sistema capitalista no deben seguir vigentes».[cita requerida] Sin embargo, las alusiones a la «Cruzada del 18 de julio» seguirían siendo constantes en esta época, como muestra el boletín A.E.T. de marzo de 1959, que decía defender «el 18 de julio» y atacaba el materialismo tanto del capitalismo como del marxismo, afirmando lidiar por la libertad, por la «tierna variedad de las Españas», por el campo y por un sindicalismo representativo opuesto a los sindicatos izquierdistas.

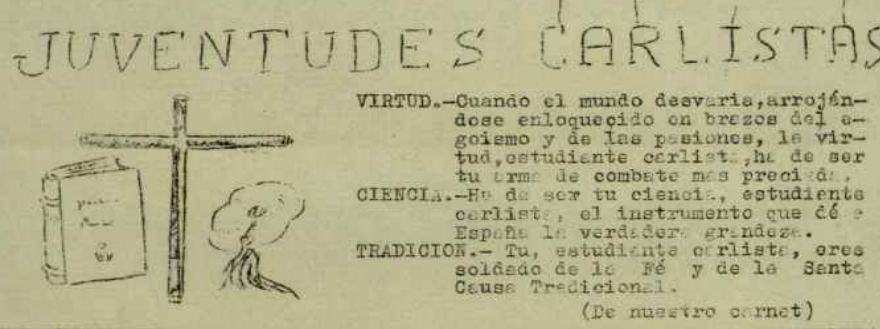
Texto que figuraba en el carné de la AET de Barcelona (1943) según su boletín de información.

### Franquismo tardío y progresismo en la AET
A finales de la década de 1950 lideraba el distrito de Madrid Ramón Massó Tarruella, quien en 1955 había sido nombrado Delegado Nacional de la AET por Javier de Borbón Parma. En 1957 Massó y sus colaboradores ocuparon la secretaría política del hijo de Don Javier, Carlos Hugo de Borbón-Parma. Ese mismo año fue presentado el príncipe Don Carlos Hugo a los carlistas en la concentración de Montejurra, lo cual iba a suponer una importante revitalización del carlismo. Estos jóvenes formarían un frente común con el jefe delegado de la Comunión Tradicionalista tras el cese de Fal Conde, José María Valiente, en su estrategia de diplomacia y posibilismo político con el régimen franquista.
Aunque durante estos años la AET colaboró con el régimen, no se integró en la estructura del Movimiento Nacional, pues, según Massó, lo que pretendían era «utilizar a Franco». Para Massó, los enemigos de la AET «ya no eran los falangistas, ni Franco, sino los juanistas». A pesar de ello, en el Congreso Nacional de la Agrupación Escolar Tradicionalista de diciembre de 1957 prevaleció el parecer anti-colaboracionista de la mayoría de los delegados, debido a la influencia de los intelectuales tradicionalistas Rafael Gambra e Ignacio Hernando de Larramendi.
En 1959 fue elegido nuevo Delegado Nacional de la AET José Antonio Pérez-España, quien continuó la política de Massó de colaboración con el franquismo para lograr que volviera la dinastía carlista. El propio Pérez-España reconocería años después:

Nosotros no queríamos ser mártires, ya los habíamos tenido en la guerra; si quieres tener poder, tienes que colaborar con el poder; si estás en contra, terminarás en la cárcel, pero nunca conseguirás nada.

Por entonces Madrid era el núcleo más fuerte de la AET, pero existía una importante implantación en Zaragoza, Barcelona, Valencia, Pamplona, Santiago de Compostela, Valladolid, Murcia y Oviedo. Fue especialmente significativa la implantación de la AET en esas dos últimas ciudades, ya que en ellas el tejido organizativo del carlismo local no era especialmente fuerte. En Murcia llegaron a tener a más de cien afiliados con carnet, y en Oviedo durante el curso 1957-1958 existieron grupos organizados en todas las facultades y centros de enseñanza.[cita requerida] El 25 de octubre de 1961 fue celebrado el Consejo Nacional de la AET con la asistencia del príncipe Carlos Hugo de Borbón Parma, quien presidió el acto y llamó a la juventud carlista a implicarse en la renovación política de España.
Ante la influencia en la política española durante aquellos años del Opus Dei, muchos de cuyos miembros se mostraban partidarios de la posible sucesión a la Corona de Juan Carlos de Borbón, la AET hizo pública una nota en 1961, divulgada en forma de hoja volandera, en la que hacía constar que, si bien en lo político las AA.EE.TT. se habían manifestado contrarias a algunos miembros del Opus Dei, en lo religioso los carlistas siempre lo habían considerado como parte de la Iglesia, y que la defensa de ésta, por parte de la Comunión, era «una realidad global que no admite fisuras». La nota concluía diciendo que «quienes atacasen a la Iglesia se hallarán siempre con el Carlismo frente a ellos».
A pesar de la estrategia colaboracionista de la Comunión en aquellos años, a partir de la década de 1960, y especialmente a raíz del Concilio Vaticano II, sectores de las AA.EE.TT. fueron implicándose en el emergente movimiento estudiantil antifranquista, así como impulsando planteamientos progresistas dentro del carlismo, a través de publicaciones como la revista Azada y Asta (editada en Santander), en la cual en 1961 ya había sido mencionada la expresión «Monarquía Socialista».
Al crearse el Movimiento Obrero Tradicionalista (MOT) en 1963, se inició una dinámica de intensa colaboración entre esta organización y la AET. En 1964 la AET de Madrid publicó un Esquema doctrinal, con el que fin de adaptar la doctrina carlista a la nueva realidad social de España. En aquel folleto la Monarquía era definida como «el sistema político creado por el pueblo para defenderse contra los abusos de los poderosos, de ahí que la principal misión del Rey es hacer justicia». 
En 1963 la AET de Valencia comenzó a publicar un boletín a ciclostil llamado Resurgir, recuperando el nombre de la revista que habían tenido los estudiantes tradicionalistas valencianos en 1934. En esta publicación escribieron políticos importantes, entre ellos Blas Piñar, tras haber pronunciado un discurso a los carlistas en Estella en mayo de 1964 durante la concentración anual de Montejurra por invitación de la dirección de la Comunión Tradicionalista.[cita requerida]
El 7 de febrero de 1965 se celebró en Zaragoza un Congreso de la AET, coincidiendo en fecha y lugar con una Asamblea Nacional del MOT. En esta reunión conjunta, la AET y el MOT no se limitaron a tratar cuestiones exclusivamente sindicales o estudiantiles, sino que fue debatida la urgencia de realizar profundos cambios en el movimiento carlista. En 1965 José Antonio Pérez-España fue sustituido como Delegado Nacional por Víctor Perea Alonso. En 1966 desapareció la Delegación Nacional de la AET al ser disueltas las delegaciones nacionales de todas las organizaciones sectoriales de la Comunión Tradicionalista. Una destacada figura de la AET por la importancia de sus aportaciones doctrinales fue la de Pedro José Zabala, autor de varios folletos publicados por la editorial SUCCVM de Zaragoza como ¿Qué es el carlismo? (1966) o Doctrina social del carlismo (1967).
Consolidada la tendencia progresista en buena parte de su militancia, en 1966 la AET colaboró junto con las agrupaciones socialistas y democristianas en la creación del Sindicato Democrático de Estudiantes de la Universidad de Barcelona (SDEUB). La primera hoja volante informando a la población de Barcelona sobre la actuación policial en la Capuchinada iba firmada por la AET y apareció el 10 de marzo, en ella se denuncia las maniobras gubernamentales en contra de los principios de libertad y democracia, según ellos, «propugnados siempre por el carlismo» y los «métodos de actuación nazi» que Carrero Blanco y Alonso Vega habían impuesto a la policía. El nivel de radicalidad política y social en que se había situado la AET es bien evidente en sus boletines regionales; en uno de ellos afirma «bendito sea el comunismo que apoya una vida más digna». Dentro de la dinámica izquierdista desarrollada por el MOT y la AET, incluso fue realizado un comunicado de la AET de Madrid ensalzando la figura del Che Guevara con motivo de su muerte.[cita requerida]
Tras ser apartados los secretarios de Carlos Hugo de la dirección de la Comunión Tradicionalista en 1967, la Agrupación de Estudiantes Tradicionalistas de Madrid publicó un documento anunciando su ruptura con el carlismo y la causa monárquica representada por Javier de Borbón-Parma. Los autores de este documento protestaban contra la actitud política defendida por los dirigentes del carlismo, por su «identificación estrecha con los elementos antidemocráticos, su incomprensión de los problemas de la Universidad, su oposición al pensamiento posconciliar...».
A finales de septiembre de 1967 la dirección de la Comunión Tradicionalista envió una circular a los antiguos milites de las AA.EE.TT., solicitándoles su apoyo a los candidatos carlistas en las elecciones a procuradores de las Cortes franquistas por representación familiar.
Con ocasión del acto de Montejurra de 1968, el MOT y la AET publicaron un manifiesto en el que realizaban el siguiente balance de los treinta años de la dictadura franquista: «La Justicia Social pisoteada; Una Paz llena de injusticias, dictatorial, eterna y opresora; Treinta años de sindicalismo antidemocrático; El centralismo repugnante que engendra el separatismo; La explotación partidista de una guerra que acabo hace muchos años; La perpetuación de unas castas privilegiadas; Una Universidad acallada con porras; Una Prensa dirigida que oculta la verdad o la tergiversa; Una jerarquía eclesiástica que se aparta del Concilio para seguir al Gobierno que la nombró; Un Futuro que se quiere decidir a espaldas del auténtico Pueblo y en contra de la Juventud; Un Estado que se dice Católico y Social, y en cambio es opresor, hipócrita y capitalista».
Entre los años 1969 y 1970, gran parte de las secciones de la AET, en el marco de los cambios organizativos e ideológicos que se produjeron dentro del carlismo tras ser expulsado de España Carlos Hugo de Borbón-Parma, abandonaron la denominación de AET para pasar a llamarse Comités Estudiantiles Carlistas, precursores del futuro Frente Estudiantil del Partido Carlista. Sin embargo, no todas las AA.EE.TT. aceptaron los cambios doctrinales introducidos en el movimiento carlista ni todas se integraron en el nuevo Partido Carlista. Por ejemplo, a partir de 1969, la AET de Sevilla se vinculó con un grupo liderado por el anterior jefe de la Comunión Tradicionalista, Manuel Fal Conde, partidario del tradicionalismo clásico, que a principios de los 70 se encontraba «enfrentado al sector progre», en palabras del historiador Alberto Carrillo-Linares. También siguió activa durante la Transición la AET de Granada. Otros estudiantes tradicionalistas fundaron en 1974 la Junta de Estudiantes Tradicionalistas (JET), definiéndose como «monárquicos ortodoxos» y proclamándose «representantes de las esencias del tradicionalismo». Esta organización publicó el 19 de mayo de 1976 una nota en El Alcázar en repulsa por la expulsión de España de Sixto de Borbón tras los Sucesos de Montejurra.

### Época reciente

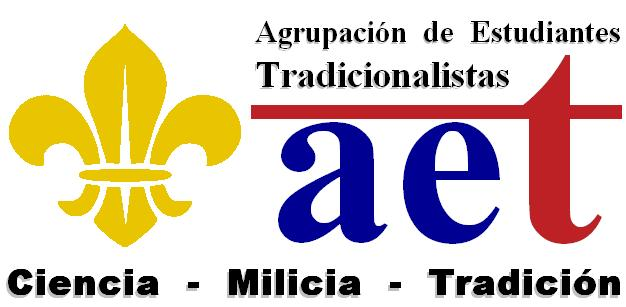
Logotipo de la AET (2008)

Las siglas de la Agrupación de Estudiantes Tradicionalistas continuaron tras el final del régimen franquista y la organización se mencionaba expresamente en los estatutos de la Comunión Tradicionalista legalizada en 1977 (formación partidaria de Sixto de Borbón y contraria al carlismo socialista de Carlos Hugo). No obstante, en la década de 1980 decayó de manera significativa y sólo siguió funcionando de manera esporádica en Madrid, Vizcaya, Valencia, Oviedo y otras pocas ciudades españolas[cita requerida].
En 2007 la Agrupación de Estudiantes Tradicionalistas fue reconstituida en Salamanca y legalizada como asociación el año siguiente. En la década de 2010 estuvieron activas la AET de Salamanca y la AET de Sevilla, integradas en la Comunión Tradicionalista de Sixto de Borbón. En Salamanca, la AET se destacó por sus ciclos de conferencias, con la intervención de importantes personalidades del tradicionalismo y el catolicismo intelectual actual como Miguel Ayuso, Consuelo Martínez-Sicluna, Gabriel Díaz Patri, Antonio Pérez Urdániz, Emilio Cervantes, Felipe Widow y Juan Cayón Peña.